# Christophe Nambotin
Christophe Nambotin, né à Ambérieu-en-Bugey (Ain) le 4 janvier 1984 et ayant passé son enfance et sa jeunesse à Bouvesse-Quirieu, est un pilote professionnel d'enduro et de motocross.
Il fait ses débuts en Isère, sur le terrain de motocross de Bouvesse-Quirieu. Il est entraîné par Jacky Vimond.
En 2012 et 2013, il est sacré champion du monde d'enduro (catégorie E3).
Il réside à Saint-Sébastien-de-Raids (Manche). Il est licencié au Moto Club d'Ouville (Manche) .

## Palmarès

### Enduro
- Champion du monde d'enduro E3 : 2012 & 2013
- Champion du monde d'enduro E1 : 2014
- Champion du monde par Équipe aux ISDE : 2008 / 2009 / 2010 / 2012 / 2014 et 2017
- Vainqueur au scratch des ISDE : 2009 & 2012
- Champion de France d'enduro E3 : 2008 / 2009 / 2010 / 2011 / 2012 / 2013 / 2017 / 2018 / 2019 / 2021
- Champion de France d'enduro E1 : 2014